# Gopalganj (distrikt i Bihar)
Gopalganj är ett av trettioåtta distrikt i den indiska delstaten Bihar. Huvudort är Gopalganj. Antalet invånare var år 2016 cirka 2 562 000.